# Manoir des Pautis
Le manoir des Pautis, ou château des Pautis, est un logis seigneurial français implanté sur la commune de Sorges dans le département de la Dordogne, en région Nouvelle-Aquitaine.

## Présentation
Le manoir des Pautis se situe dans un vallon au nord-est de la commune de Sorges, à une centaine de mètres de la commune voisine de Ligueux et un kilomètre au sud-est du bourg de Ligueux.
C'est une propriété privée.

## Histoire
En décembre 1654, le manoir est attaqué par une troupe d'une centaine d'hommes de Marc-Antoine de Coutures dit Couturas, co-seigneur de Sorges. Ce dernier abandonne la bataille après avoir essuyé des coups de feu tirés depuis les fortifications Une nouvelle tentative en mai 1655 se soldera de la même manière.

## Galerie

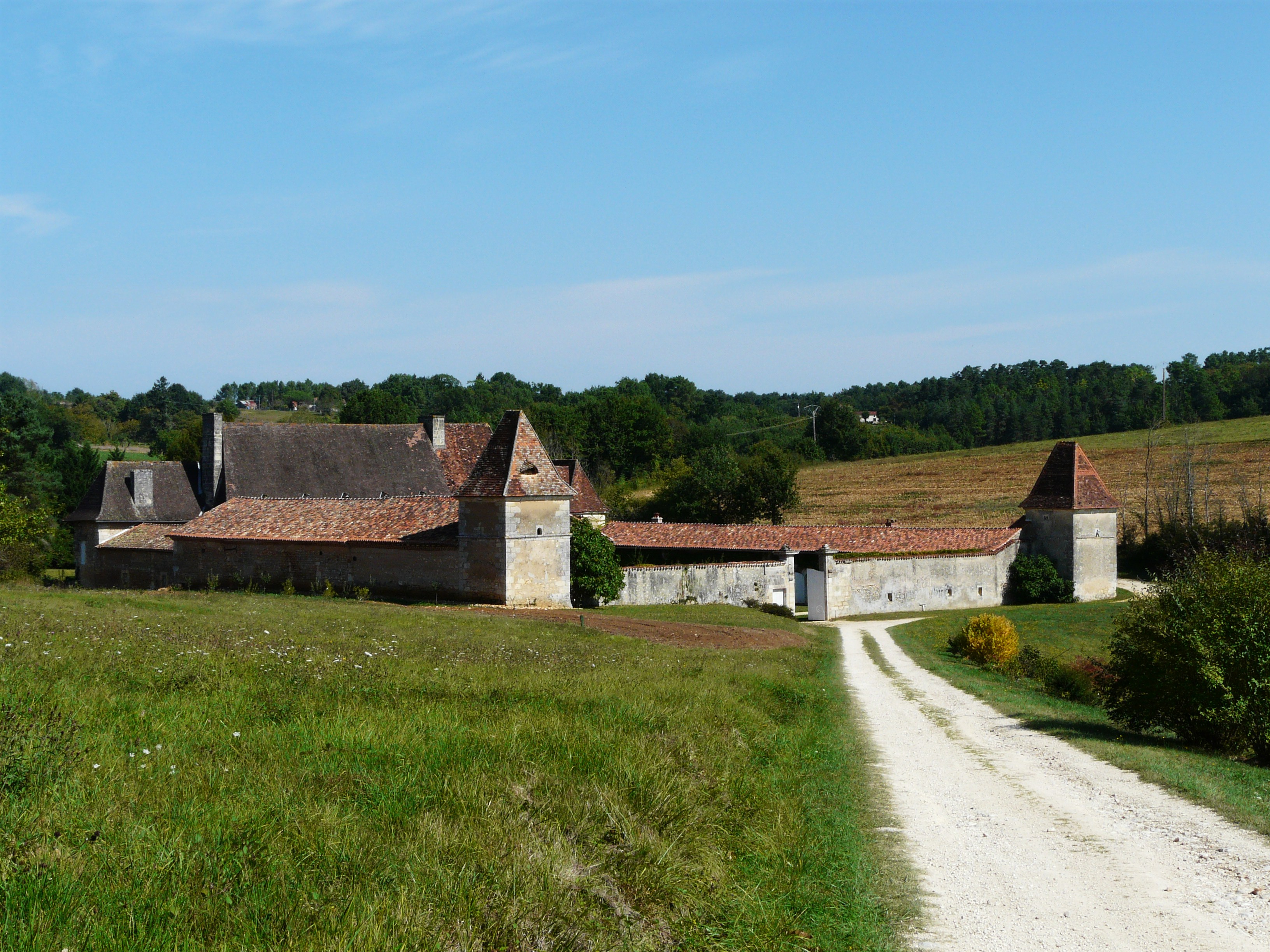
Le manoir vu du sud
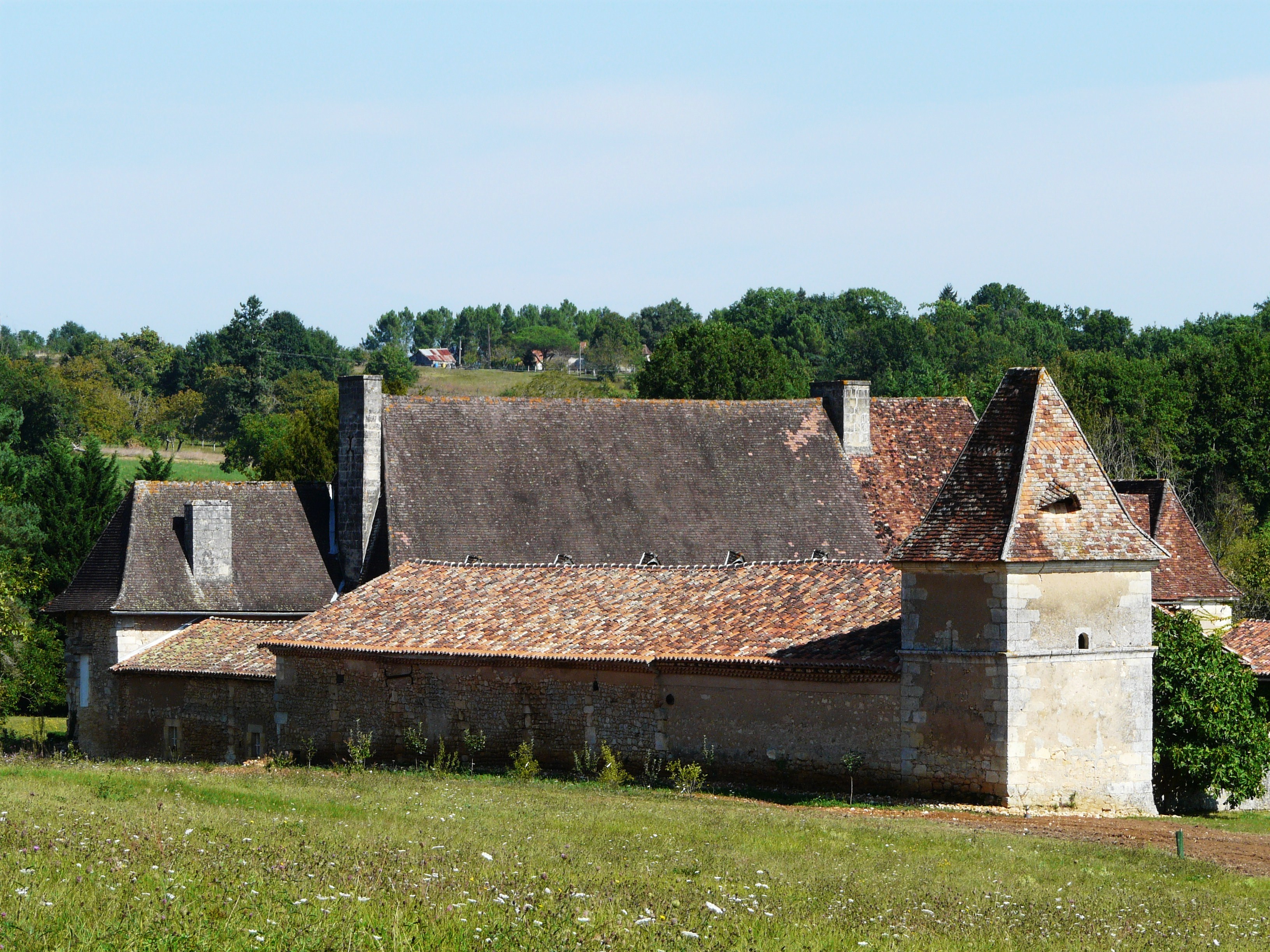
Le côté sud-ouest du manoir
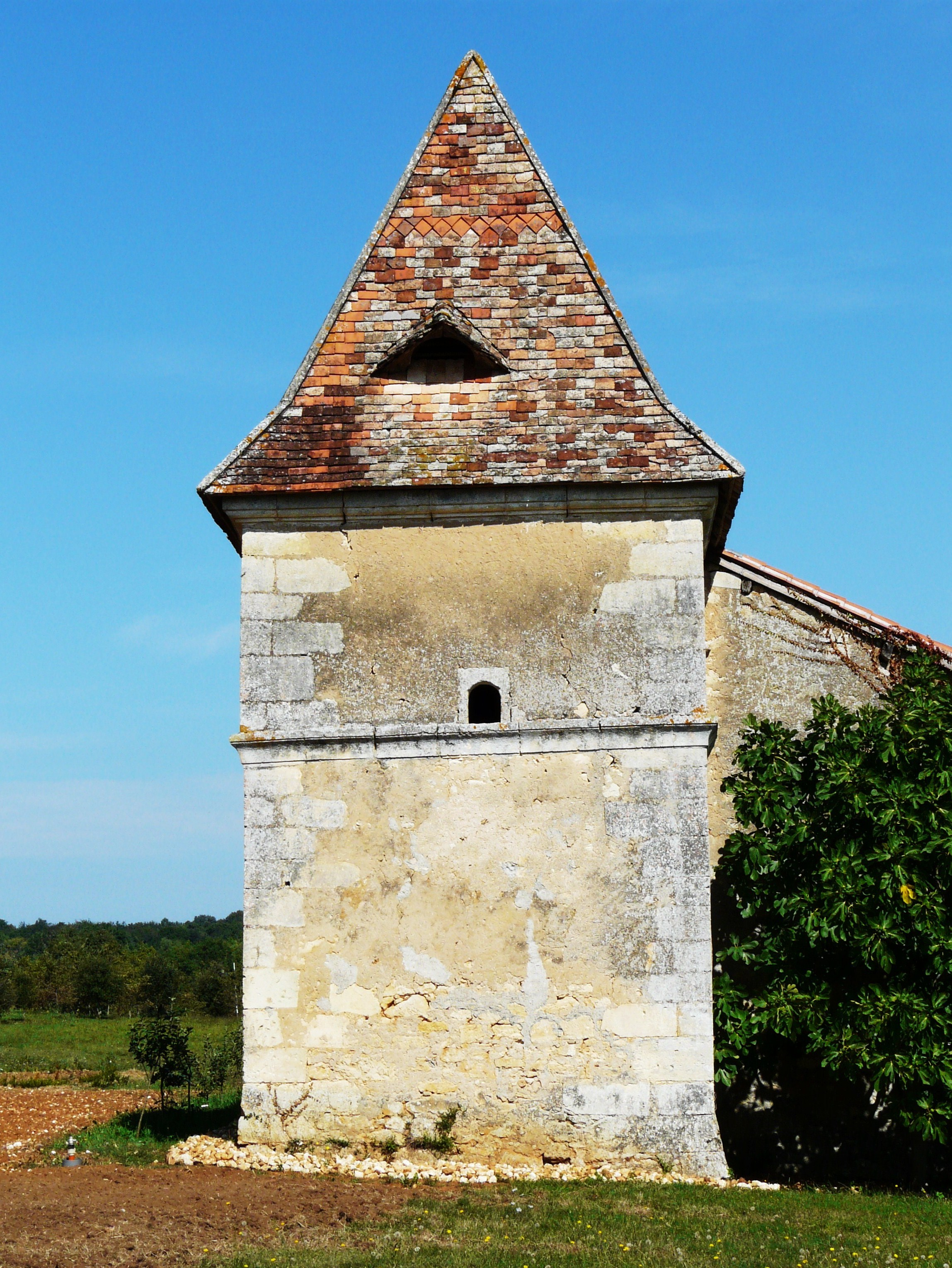
La tour sud
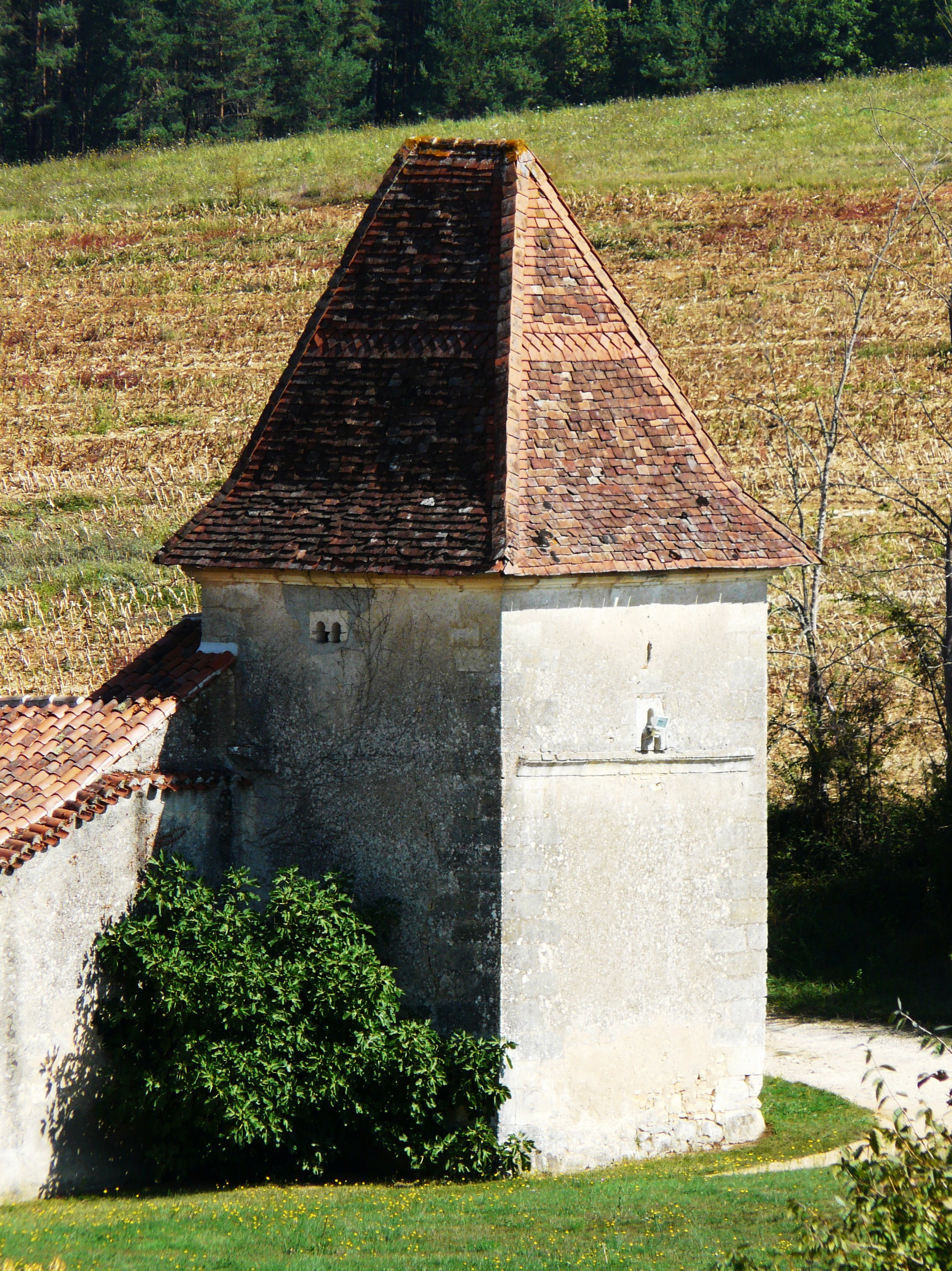
La tour est